# 有田稜
有田 稜（ありた りょう、1999年8月28日 - ）は、福岡県出身のプロサッカー選手。ポジションはフォワード(FW)。Jリーグ・レノファ山口FC所属。

## 来歴
国士舘大学から2022年にJリーグに加盟したばかりのいわきFCに加入した。2022年3月27日のJ3第3節愛媛FC戦の後半アディショナルタイムにJリーグ初出場をし、投入直後のフリーキックにてヘディングシュートを決め、プロファーストタッチでの決勝点となるJリーグ初ゴールとなった。
その後、第5節AC長野パルセイロ戦、第8節福島ユナイテッドFC戦と後半途中出場直後に得点を重ね、第18節より先発に定着した。直後の8月では4試合3ゴール1アシストを記録し自身初となる月間MVPを獲得すると、第26～30節では3試合連続2得点を含む計8得点を記録し、自身2度目となる月間MVP（10・11月度）を獲得した。最終的にシーズンを通して17得点を記録、クラブ史上初となるJ3得点王を獲得し、更にJ3年間MVP、J3ベストイレブンにも選出された。
2024年、モンテディオ山形に完全移籍。
2024年7月、鹿児島ユナイテッドFCに期限付き移籍。
2025年、レノファ山口FCに期限付き移籍。

## 所属クラブ
- 戸畑FC
- FC.NEO
- 2015年 - 2017年 福岡県立小倉工業高等学校
- 2018年 - 2021年 国士舘大学
- 2022年 - 2023年  いわきFC
- 2024年 -  モンテディオ山形
  - 2024年7月 - 同年12月  鹿児島ユナイテッドFC (期限付き移籍)
  - 2025年 -  レノファ山口FC (期限付き移籍)

## 個人成績
| 国内大会個人成績 | 国内大会個人成績 | 国内大会個人成績 | 国内大会個人成績 | 国内大会個人成績 | 国内大会個人成績 | 国内大会個人成績 | 国内大会個人成績 | 国内大会個人成績 | 国内大会個人成績 | 国内大会個人成績 | 国内大会個人成績 |
| 年度             | クラブ           | 背番号           | リーグ           | リーグ戦         | リーグ戦         | リーグ杯         | リーグ杯         | オープン杯       | オープン杯       | 期間通算         | 期間通算         |
| 年度             | クラブ           | 背番号           | リーグ           | 出場             | 得点             | 出場             | 得点             | 出場             | 得点             | 出場             | 得点             |
| 日本             | 日本             | 日本             | 日本             | リーグ戦         | リーグ戦         | リーグ杯         | リーグ杯         | 天皇杯           | 天皇杯           | 期間通算         | 期間通算         |
| ---------------- | ---------------- | ---------------- | ---------------- | ---------------- | ---------------- | ---------------- | ---------------- | ---------------- | ---------------- | ---------------- | ---------------- |
| 2022             | いわき           | 11               | J3               | 31               | 17               | -                | -                | -                | -                | 31               | 17               |
| 2023             | いわき           | 11               | J2               | 39               | 3                | -                | -                | 1                | 0                | 40               | 3                |
| 2024             | 山形             | 9                | J2               | 10               | 1                | 1                | 0                | 2                | 0                | 13               | 1                |
| 2024             | 鹿児島           | 38               | J2               | 14               | 1                | -                | -                | -                | -                | 14               | 1                |
| 2025             | 山口             | 9                | J2               |                  |                  |                  |                  |                  |                  |                  |                  |
| 通算             | 日本             | 日本             | J2               | 63               | 5                | 1                | 0                | 3                | 0                | 67               | 5                |
| 通算             | 日本             | 日本             | J3               | 31               | 17               | -                | -                | -                | -                | 31               | 17               |
| 総通算           | 総通算           | 総通算           | 総通算           | 94               | 22               | 1                | 0                | 3                | 0                | 98               | 22               |

出場歴
- Jリーグ初出場 - 2022年3月27日 J3第3節 愛媛FC戦（ニンジニアスタジアム）
- Jリーグ初得点 - 同上

## タイトル

### クラブ
いわきFC
- J3リーグ :（2022年）

### 個人
- J3得点王 (2022年)
- J3最優秀選手賞 (2022年)
- J3ベストイレブン (2022年)
- J3月間MVP:2回 (2022年8月、2022年10月・11月)
- JPFAアワード(J3)・最優秀選手賞：1回（2022年）
- JPFAアワード(J3)・ベストイレブン：1回（2022年）